# Seifenkraut-Miniersackträger

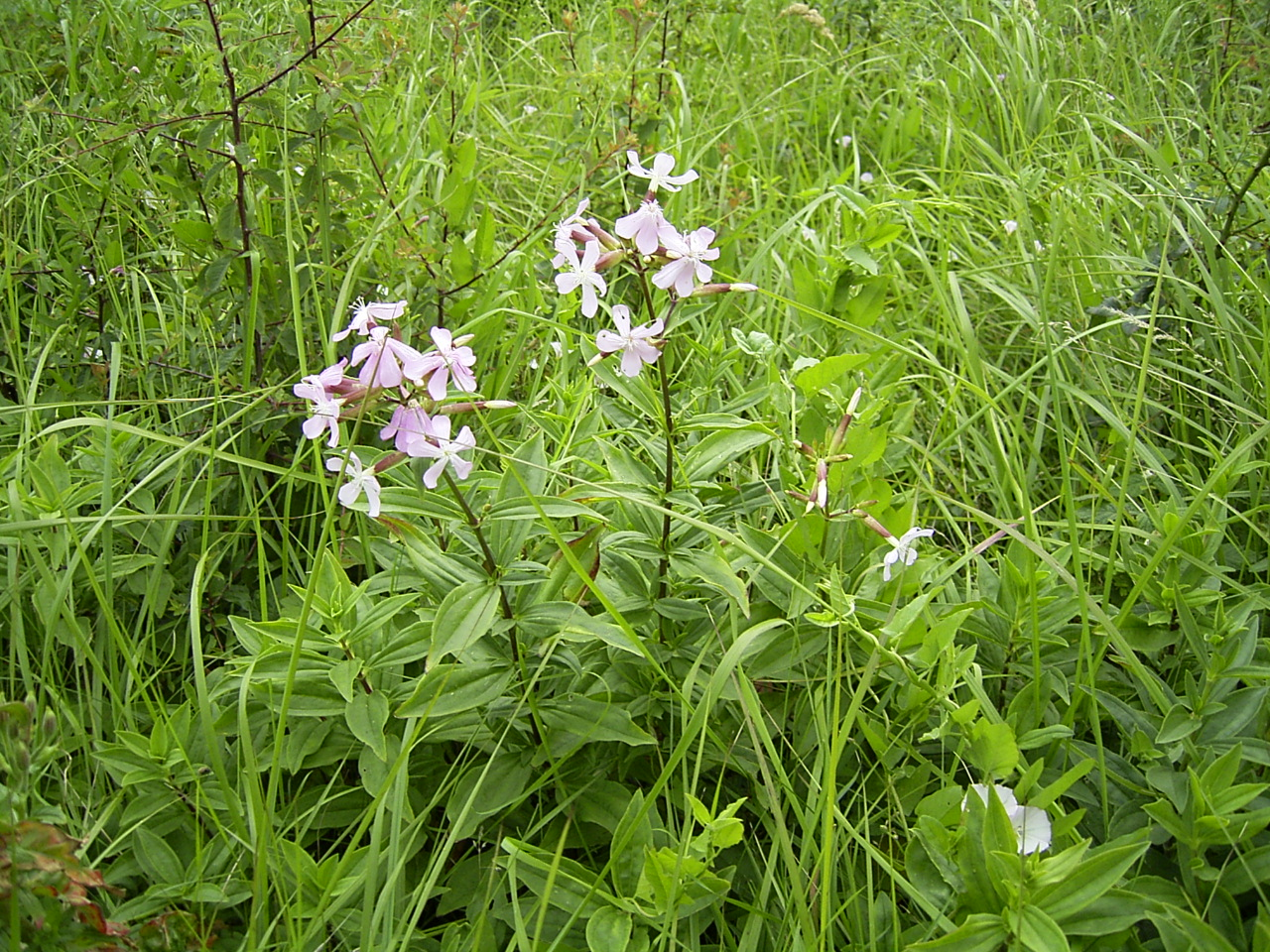
Gewöhnliches Seifenkraut, die Wirtspflanze der Schmetterlingsart

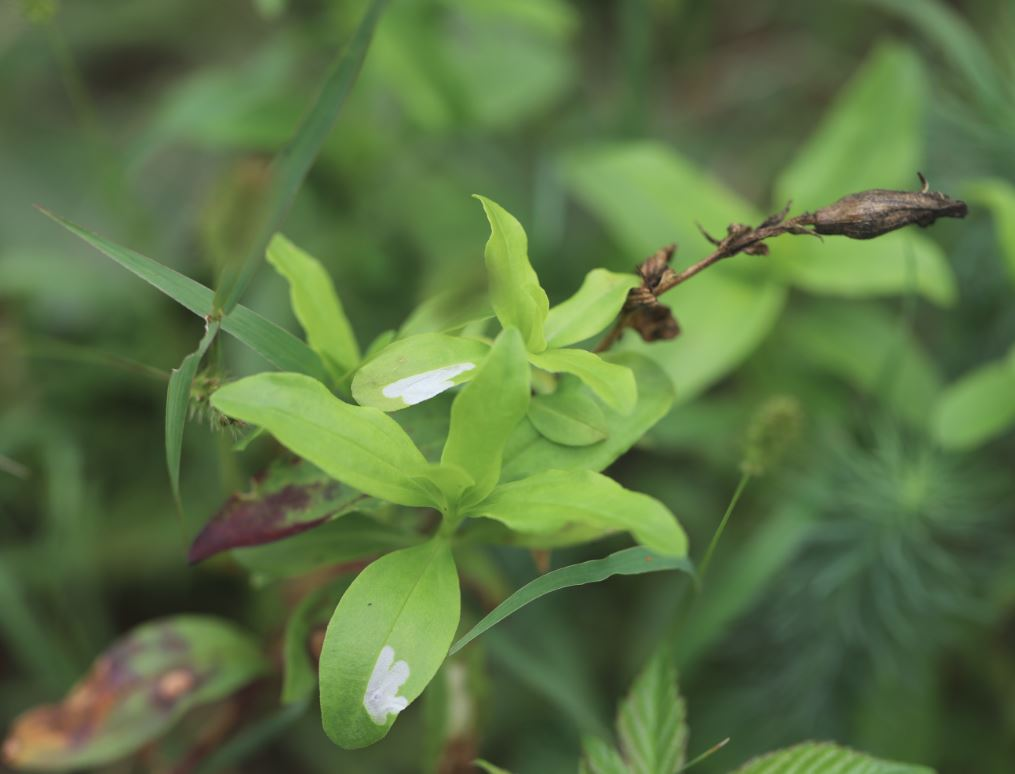
Pflanze mit Blattminen

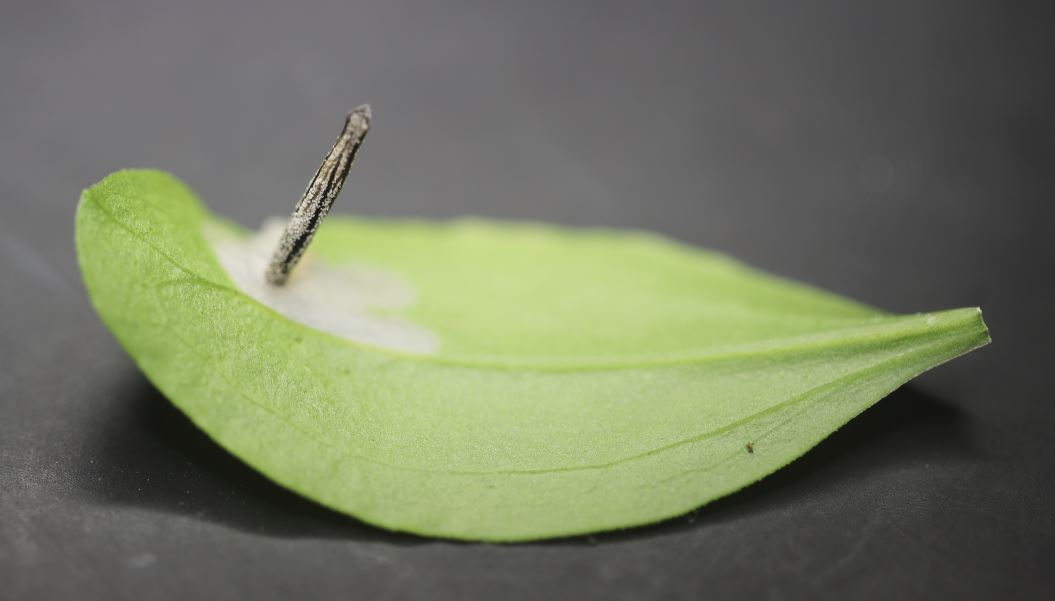
Blattunterseite mit Raupensack

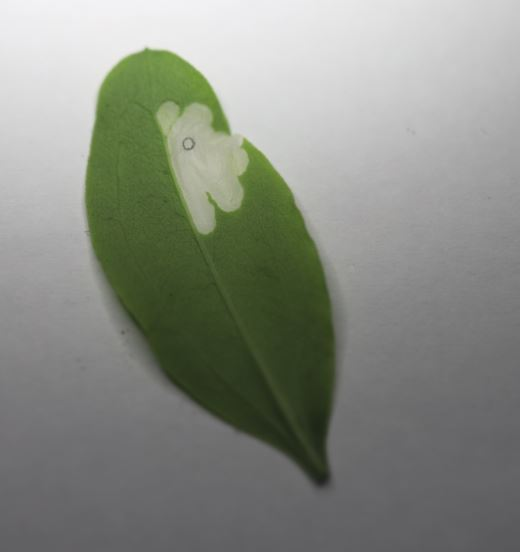
Blatt mit Blattmine, nachdem der Raupensack abgefallen ist

Der Seifenkraut-Miniersackträger (Coleophora saponariella) ist ein Schmetterling aus der Familie der Miniersackträger (Coleophoridae).

## Merkmale
Die Schmetterlinge besitzen eine Flügelspannweite von 8–10 mm. Die schlanken Vorder- und Hinterflügel haben eine hellbraune bis rotbraune Grundfarbe. Der Vorderrand der Vorderflügel ist weiß gefärbt. Ein weißer Längsstrich verläuft von der Flügelbasis bis etwa Zweidrittelslänge des Vorderflügels zum Hinterrand. Ein weiterer weißer Längsstrich beginnt zentral im Vorderflügel und führt zur Flügelspitze. Kopf und Rumpf des Schmetterlings sind dunkel mit hellbrauner und cremefarbener Musterung. Die Fühler, die in Ruhestellung gewöhnlich nach vorne gerichtet sind, sind mit abwechselnd weißen und schwarzen Binden versehen. Die Facettenaugen schimmern grün-grau. Die Beine sind weiß.
Die Raupen sind gelbbraun gefärbt. Sie verbringen die meiste Zeit in einem Raupensack, der eine Länge von bis zu 10 mm erreichen kann. Dieser ist grau gefärbt und besitzt eine charakteristische Gestalt. Er weist schwarze Längslinien auf. Die Oberfläche des Raupensacks ist mit winzigen Steinchen bedeckt.

## Verbreitung
Coleophora saponariella ist in Europa weit verbreitet. Im Süden umfasst das Vorkommen die Iberische Halbinsel, Italien und Kroatien. Im Norden reicht das Vorkommen bis nach Südschweden und Polen. Im Osten gibt es Nachweise in Rumänen und in der Slowakei. Auf den Britischen Inseln fehlt die Art.

## Lebensweise
Coleophora saponariella ist eine monophage Schmetterlingsart, die als Wirtspflanzen Nelkengewächse (Caryophyllaceae) nutzt und hierbei fast ausschließlich das Gewöhnliche Seifenkraut (Saponaria officinalis). An diesen Pflanzen legen die Falter ihre Eier ab. Die Jungraupen minieren anfangs die Blätter an deren Oberseite, später bilden sie einen Hohlraum, der sich über die komplette Blattdicke erstreckt, so dass die Blätter an diesen Stellen durchsichtig erscheinen. Man beobachtet im Spätsommer, ab September, breitflächige Blattminen an Seifenkräutern, oft mehrere an derselben Pflanze. Die Raupen haben sich zu diesem Zeitpunkt einen Raupensack gefertigt, der an der Unterseite des Blattes an der Mine angebracht ist. Darin können sich die Raupen bei Gefahr zurückziehen. Wenn sie einmal die Mine verlassen sollten, tragen sie den Raupensack als Schutz mit sich. Die Raupen überwintern. Die Verpuppung findet im Frühjahr statt. Die Imagines beobachtet man von Mai bis September.

## Parasitoide
Offenbar sind die Jungraupen in den Blattminen nicht vor Schlupfwespen sicher, die ihre Eier dank ihrem Ovipositor (Legestachel) in das Blatt hineinstechen können.